# Robert Vonnoh
Robert William Vonnoh (ur. 17 września 1858 w Hartford, zm. 28 grudnia 1933 w Nicei) – amerykański malarz, jeden z promotorów impresjonizmu w USA, członek National Academy of Design.

## Życiorys
Robert William Vonnoh urodził się w Hartford, w stanie Connecticut, ale później przeniósł się do Bostonu, gdzie zaczął swoją karierę jako artysta. W 1875 rozpoczął naukę w szkole artystycznej Massachusetts Normal Art School, a w 1880, podobnie jak wielu amerykańskich artystów, wyjechał do Francji na studia w Académie Julian. Studiował pod kierunkiem Lefebvre'a i Boulangera. W 1883 wrócił na krótko do Bostonu by wykładać w Cowles School (w 1884) i School of the Museum of Fine Arts (w 1885)
W 1886 ożenił się z Grace D. Farrell. Miesiąc miodowy spędzili w Grez-sur-Loing we Francji. W 1887 Vonnoh ponownie przyjechał do Francji by kontynuować studia w Académie Julien, ale począwszy od jesieni przez następne trzy lub cztery lata większość czasu spędzał w Grez.
W 1889 Vonnoh wziął udział w Wystawie Światowej w Paryżu, gdzie odznaczono go brązowym medalem, i w paryskim Salonie. Jego obrazy, malowane pod wpływem impresjonizmu francuskiego i amerykańskiego, odznaczały się ulotną świetlistością, nastrojowością pleneru i wyrazistą techniką, stosowaną dla oddania intymnych pejzaży i portretów. Wiosną 1891 Vonnoh powrócił do Ameryki, by kontynuować nauczanie, tym razem w Pennsylvania Academy of the Fine Arts, gdzie wśród jego uczniów byli m.in. Robert Henri, William Glackens i Maxfield Parrish. 
Po śmierci pierwszej żony w 1896 Vonnoh często zmieniał miejsce zamieszkania dzieląc czas między Amerykę i Francję. W 1899 ożenił się ze znaną rzeźbiarką Bessie Potter, którą później często portretował. Para przeniosła się do Nowego Jorku i pracowała przez wiele lat w letnich koloniach artystycznych Cos Cob i Old Lyme w Connecticut, miejscach ważnych dla rozwoju amerykańskiego impresjonizmu w pierwszych latach XX wieku.
W 1906 Vonnoh został członkiem National Academy of Design
W 1907 roku oboje z Bessie powrócili do Grez, gdzie Vonnoh pozostał do 1911. Miał zwyczaj corocznie spędzać tam czas, aż do wybuchu I wojny światowej. W 1922 roku powrócił ponownie do Grez mieszkając od tego czasu na stałe przeważnie we Francji, gdzie w 1933 zmarł.
Za życia ceniono jego prace za „pomysłową technikę i dobry smak”. Dziś jego obrazy można oglądać m.in. w Metropolitan Museum of Art, Museum of Fine Arts w Bostonie i Art Institute of Chicago.

## Twórczość
W rozwoju amerykańskiego impresjonizmu Robert Vonnoh odegrał istotną rolę zarówno jako malarz, jak i nauczyciel (Boston, Filadelfia). Był jednym z pierwszych malarzy, którzy wprowadzili europejski impresjonizm do Ameryki. Jego płótna, wyważone kompozycyjnie, odznaczały się chłodnymi tonami, światłem i nastrojowością. 
W wielu figuralnych płótnach Vonnoha z lat 80. XIX wieku widoczne jest jego przywiązanie do silnego, tonalnego naturalizmu, ale począwszy od 1888 zaczął pracować w plenerze tworząc jasne, kolorowe pejzaże i studia kwiatów z natury, odzwierciedlające jego zainteresowanie estetyką impresjonizmu. Przykładem tych dwóch różnych tendencji są powstałe w tym samym 1888 roku obrazy Towarzysz z pracowni (Companion of the Studio) (Pennsylvania Academy of the Fine Arts) i namalowane w kilku wersjach kolorowe Maki (Indianapolis Museum of Art i Terra Foundation for American Art w Chicago). Zainteresowanie impresjonizmem przypisywane jest wpływowi irlandzkiego malarza Roderica O'Conora, który sam w 1886 zaadaptował jasne, czyste barwy i gruby impast, być może podczas pobytu w Grez w tym samym roku. Innym źródłem impresjonistycznych inspiracji Vonnoha mógł też być Alfred Sisley, pracujący w pobliżu, w Moret-sur-Loing.
Maki okazały się studiami przygotowawczymi do namalowanego w 1890 obrazu Na flandryjskim polu, gdzie śpią żołnierze i rosną maki; obecnie w zbiorach Butler Institute of American Art) – największego i najbardziej ambitnego dzieła w karierze artysty. Temat maków był rozpowszechniony w malarstwie francuskim i impresjonistycznym. Claude Monet w 1885 namalował Pole maków w Giverny. Płótno zwróciło na siebie uwagę, gdy znalazło się na pierwszej wielkiej amerykańskiej wystawie dzieł francuskiego impresjonizmu, zorganizowanej w kwietniu 1886 w nowojorskiej siedzibie American Art Association. W 1885 maki malowali w Grez również szwedzki malarz, Karl Nordström (Malmö konstmuseum, Szwecja) i Amerykanin, Theodore Robinson. 
Oprócz pejzaży Vonnoh namalował również ponad 500 portretów.